# Енджі (Луїзіана)
Енджі (англ. Angie) — селище (англ. village) в США, в окрузі Вашингтон штату Луїзіана. Населення — 258 осіб (2020).

## Географія
Енджі розташоване за координатами 30°57′41″ пн. ш. 89°49′16″ зх. д. / 30.96139° пн. ш. 89.82111° зх. д. (30.961335, -89.821139).  За даними Бюро перепису населення США в 2010 році селище мало площу 3,98 км², з яких 3,97 км² — суходіл та 0,02 км² — водойми.

## Демографія
Згідно з переписом 2010 року, у селищі мешкала 251 особа в 100 домогосподарствах у складі 74 родин. Густота населення становила 63 особи/км².  Було 123 помешкання (31/км²).
Расовий склад населення:
| - 68,9 % — білих - 25,9 % — чорних або афроамериканців - 1,2 % — осіб інших рас |

До двох чи більше рас належало 4,0 %. Частка іспаномовних становила 2,8 % від усіх жителів.
За віковим діапазоном населення розподілялося таким чином: 25,9 % — особи молодші 18 років, 58,6 % — особи у віці 18—64 років, 15,5 % — особи у віці 65 років та старші. Медіана віку мешканця становила 40,9 року. На 100 осіб жіночої статі у селищі припадало 91,6 чоловіків;  на 100 жінок у віці від 18 років та старших — 87,9 чоловіків також старших 18 років.
Середній дохід на одне домашнє господарство  становив 66 453 долари США (медіана — 53 750), а середній дохід на одну сім'ю — 73 022 долари (медіана — 63 750). За межею бідності перебувало 19,8 % осіб, у тому числі 32,0 % дітей у віці до 18 років та 23,4 % осіб у віці 65 років та старших.
Цивільне працевлаштоване населення становило 121 особа. Основні галузі зайнятості: освіта, охорона здоров'я та соціальна допомога — 38,8 %, транспорт — 16,5 %, сільське господарство, лісництво, риболовля — 14,0 %.